# Methanothermus
Genre
Espèces de rang inférieur
- Methanothermus fervidus
- Methanothermus jannaschii
- Methanothermus sociabilis

Methanothermus est un genre d'archées de la famille des Methanothermaceae.